# 郭寧嬪
郭寧嬪（？—1564年3月前），名失考，疑為河南郭姓平民之女，明朝明世宗朱厚熜之嬪。

## 生平
《明世宗肅皇帝實錄》並沒有記載郭寧嬪的薨逝，僅記嘉靖四十三年（1564年）閏二月十一日，「葬寧嬪郭氏」。《太常續考》謂「昭嬪張氏、常嬪武氏、宜妃宋氏、靜妃朱氏、和妃張氏、寧嬪郭氏、靜嬪田氏、安妃高氏、安嬪孟氏，以上九妃嬪共一墓」。列於郭寧嬪之前的是薨逝於嘉靖四十二年九月的靜妃諸氏與薨逝於嘉靖四十二年十月的和妃張氏，而列於郭寧嬪之後的是薨逝於嘉靖四十三年七月的靜嬪田氏。由於有學者表示在《太常續考》中，明世宗的妃嬪若果合葬於同一墓，其排列的順序是依據她們薨逝的先後次序，因此可以推斷郭寧嬪應該於嘉靖四十二年十月初五日至嘉靖四十三年七月二十四日間去世。根據《朝鮮王朝實錄》的記載，嘉靖四十一年，河南地方有一位姓郭的男子將他「年纔十四」的女兒進獻給嘉靖帝，此女「非但姿色絕美，才技脫凡，書法尤奇」。嘉靖帝因正在齋醮，破戒有難處，於是將她「且置宮中，稍稍昵近」，令「齋醮之事，漸不如前」，未知此河南郭姓女子是否即為郭寧嬪。